# Directeurs du musée du Prado
Cette liste recense les directeurs de musée du Prado à Madrid de 1817 à nos jours.

## Grands d'Espagne
- José Gabriel de Silva Bazán y Waldstein, marquis de Santa Cruz : 1817-1820
- Pedro de Alcántara Téllez Girón y Alfonso Pimentel, prince de Anglona : 1820-1823
- José Idiáquez y Carvajal, marquis de Ariza : 1823-1826
- José Rafael de Silva Fernández de Híjar, duc de Híjar : 1826-1838

## Peintres
- José de Madrazo y Agudo : 1838-1857
- Juan Antonio de Ribera : 1857-1860
- Federico de Madrazo : 1860-1868
- Antonio Gisbert : 1868-1873
- Francisco Sans Cabot : 1873-1881
- Federico de Madrazo : 1881-1894
- Vicente Palmaroli : 1894-1896
- Francisco Pradilla : 1896-1898
- Luis Álvarez Catalá : 1898-1901
- José Villegas Cordero : 1901-1918
- Aureliano de Beruete y Moret : 1918-1922 (historien de l'art)
- Fernando Álvarez de Sotomayor : 1922-1931
- Ramón Pérez de Ayala : 1931-1936 (écrivain et journaliste)
- Pablo Ruiz Picasso : 1936-1939
- Fernando Álvarez de Sotomayor : 1939-1960

## Historiens de l'art
- Francisco Javier Sánchez Cantón : 1960-1968
- Diego Angulo Íñiguez : 1968-1971
- Xavier de Salas Bosch : 1971-1978
- José Manuel Pita Andrade : 1978-1981
- Federico Sopeña : 1981-1983 (musicologue)
- Alfonso Pérez Sánchez : 1983-1991
- Felipe Garín Llombart : 1991-1993
- Francisco Calvo Serraller : 1993-1994
- José María Luzón Nogué : 1994-1996 (archéologue)
- Fernando Checa Cremades : 1996-2002
- Miguel Zugaza Miranda : 2002-2017
- Miguel Falomir : 2017-

## Source de la traduction
- (es) Cet article est partiellement ou en totalité issu de l’article de Wikipédia en espagnol intitulé « Anexo:Directores del Museo del Prado » (voir la liste des auteurs).